# Picrostigeus antennalis
Picrostigeus antennalis är en stekelart som beskrevs av Per Abraham Roman 1909. Picrostigeus antennalis ingår i släktet Picrostigeus och familjen brokparasitsteklar. Arten är reproducerande i Sverige. Inga underarter finns listade i Catalogue of Life.